# Fannia rufitibia
Fannia rufitibia är en tvåvingeart som beskrevs av Stein 1911. Fannia rufitibia ingår i släktet Fannia och familjen takdansflugor.
Artens utbredningsområde är Peru. Inga underarter finns listade i Catalogue of Life.